# Красный Рог (Почепский район)
Кра́сный Рог — село в Почепском районе Брянской области, центр Краснорогского сельского поселения. Расположено на реке Рожок (приток Судости).

## История
Известно с 1-й половины XVII в. под названием Вышний Рог. В отличие от большинства сёл Гетманщины, казачьего населения не имело. Бывшее владение Нарышкиных, позднее Меншикова, затем Разумовских, основавших во 2 половине XVIII в. в 2 км к северо-востоку от села одну из многочисленных своих усадеб, которая в XIX веке принадлежала братьям Перовским и их племяннику А. К. Толстому, известному поэту и прозаику.
В XIX веке Красный Рог — одно из крупнейших сёл уезда; здесь была устроена частная почтовая станция и винокуренный завод. Родным братом А. М. Жемчужникова Н. М. Будой-Жемчужниковым был устроен завод по изготовлению хлопкового масла. На 1910 г. было изготовлено 10 тыс. пудов масла и 29 тыс. пудов жмыха, а годовой оборот составил 54 тыс. 600 руб. при 9 рабочих. C 1861 по 1924 — центр Краснорогской волости (Мглинского, а с 1918 — Почепского уезда). По результатам первой переписи 1897 года в Красном Роге проживали 1341 человек обоих полов.
В Красном Роге родился генерал-майор Матвей Лавриненко.

## Население
| 2010 | 2013 |
| ---- | ---- |
| 440  | ↗469 |

## Достопримечательности
- Деревянная Успенская церковь (1777) с семейным склепом Толстых и могилой А. К. Толстого.
- Литературно-мемориальный музей А. К. Толстого. С 1967 года ежегодно в первую субботу сентября в Красном Роге проводится праздник поэзии «Серебряная лира».